# 貞子：起源
《惡潮擴張》（日语：タイド）是日本小說家鈴木光司的恐怖小說。日本於2013年9月5日發行。

## 登場人物
- 柏田誠二/川口徹 - 主角、一個從現實世界轉世高山龍司的人
- 山村哲生/高山龍司 - 志津子的兒子、貞子的弟弟
- 高山瑞穂/山村志津子 - 高山龍司的母親。
- 源治 - 志津子的青梅竹馬。
- 田島春菜
- 由名理絵
- 真庭孝行 - 偵探
- 山村貞子

## 電影
《貞子：起源》（日语：貞子）是一部於2019年上映的日本恐怖片，故事改編自鈴木光司的《惡潮擴張》，由中田秀夫執導，池田依來沙、塚本高史、清水尋也、姬嶋妃花、桐山漣、友坂理惠和佐藤仁美主演。日本於2019年5月24日上映。

### 演員
- 池田依來沙 飾 秋川茉優[2]
- 塚本高史 飾 石田祐介[3]
- 清水尋也 飾 秋川和真[3]
- 姬嶋妃花 飾 少女
- 桐山漣 飾 藤井稔
- 南彩加 飾 山村志津子、山村貞子
- 水溜りボンド（日语：水溜りボンド）
- 友坂理惠 飾 祖父江初子
- 佐藤仁美 飾 倉橋雅美[4]

本部電影稱為全日本最恐怖的驚嚇片。

## 外部連結
- 官方网站
- 貞子：起源的X（前Twitter）